# Équipe cycliste Crédit agricole
Pour les articles homonymes, voir Crédit agricole (homonymie).
L'Équipe cycliste Crédit agricole est une ancienne équipe française de cyclisme professionnel sur route. Apparue sous ce nom en 1998, elle succédait à l'équipe Gan (1993-1998), elle-même issue des formations Peugeot (1901-1987) et Z (1989-1992). Elle a évolué en GSI (première division) de 1998 à 2004, à l'exception de l'année 2000 (GSII). Elle a ensuite participé au ProTour de 2005 à 2008.

## Historique

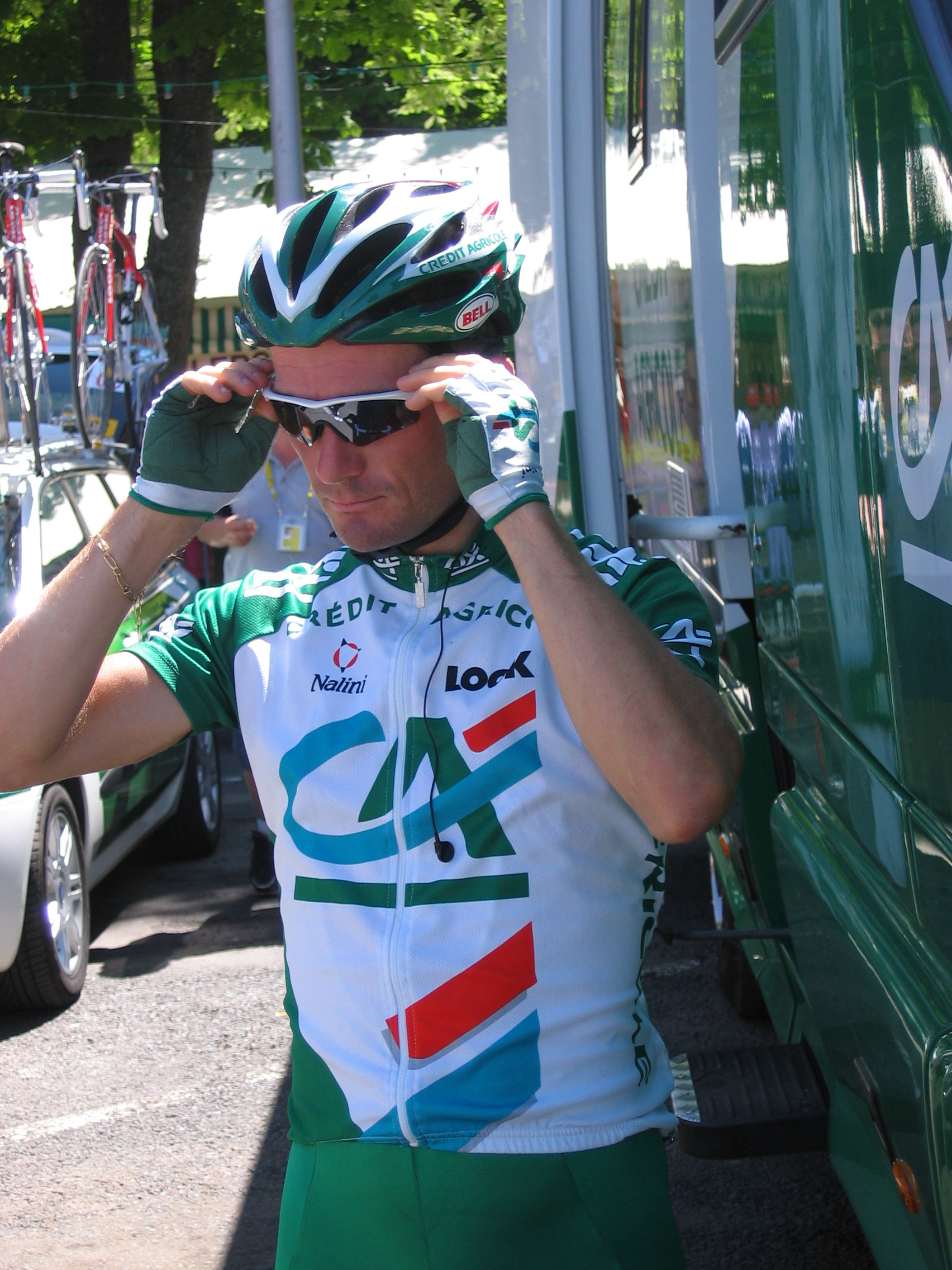
Benoît Salmon lors du Tour de France 2004, sous les couleurs du Crédit agricole

L'équipe Crédit agricole est la descendante de la célèbre équipe Peugeot, créée au début du XXe siècle. En 1979, le « Vélo Moto Club de Paris » est créé (renommé « Vélo Club de Paris » en 1993) pour fournir à l'équipe cycliste une structure indépendante. En 1986, l'équipe prend le nom Z-Peugeot puis simplement Z de 1989 à 1992. Gan marque son retour dans le cyclisme en 1993 et devient seul sponsor de l'équipe. Le directeur sportif est Roger Legeay. L'assureur Gan cesse son partenariat avec l'équipe à la fin du Tour de France 1998. Crédit agricole prend le relais dès juillet 1998. Dirigée par Roger Legeay, elle a disparu à la fin de la saison 2008, faute de nouveau sponsor.
Chronologie :
- 1901-1987 : Peugeot
- 1987-1989 : Z - Peugeot
- 1989-1992 : Z
- 1993-02/08/1998 : Gan
- 03/08/1998-2008 : Crédit agricole

La structure de l'équipe Gan des années 1993-98 n'est pas la même que celle sponsorisée par Gan entre 1972 et 1976.
L'équipe Gan remporte le classement par équipes de la Coupe de France en 1993, 1995 et 1996. L'équipe Crédit agricole remporte ce classement en 2000 et 2004.
Le 22 juin 2007, le Crédit agricole a annoncé son retrait du cyclisme à la fin de la saison 2008 et commencera des partenariats avec d'autres sports.

### Grands coureurs ayant porté les couleurs du Crédit agricole
- Thor Hushovd
- Stuart O'Grady
- Christophe Moreau
- Jens Voigt
- Jonathan Vaughters
- Bobby Julich
- Chris Boardman
- Eros Poli
- Jaan Kirsipuu
- Frédéric Moncassin
- Cédric Vasseur
- Pierrick Fédrigo
- Pierre Rolland
- Nicolas Vogondy
- Bradley Wiggins
- Christophe Le Mével

## Classements UCI
Jusqu'en 1998, les équipes cyclistes sont classées par l'UCI dans une division unique. En 1999 le classement UCI par équipes est divisé entre GSI, GSII et GSIII. À l'exception de la saison 2000, l'équipe Crédit agricole a fait partie des GSI jusqu'en 2004. Les classements détaillés ci-dessous pour cette période sont ceux de la formation Crédit agricole en fin de saison. Les coureurs demeurent en revanche dans un classement unique.
| Saison | Classement par équipes | Meilleur coureur au classement individuel |
| ------ | ---------------------- | ----------------------------------------- |
| 1995   | 21e                    | Chris Boardman (42e)                      |
| 1996   | 8e                     | Chris Boardman (13e)                      |
| 1997   | 10e                    | Chris Boardman (18e)                      |
| 1998   | 17e                    | Stuart O'Grady (48e)                      |
| 1999   | 20e                    | Jens Voigt (40e)                          |
| 2000   | 2e (GSII)              | Jens Voigt (53e)                          |
| 2001   | 20e                    | Jens Voigt (15e)                          |
| 2002   | 25e                    | Jens Voigt (75e)                          |
| 2003   | 24e                    | Christophe Moreau (38e)                   |
| 2004   | 18e                    | Thor Hushovd (20e)                        |

À compter de 2005, l'équipe Crédit agricole intègre le ProTour. Le tableau ci-dessous présente les classements de l'équipe sur ce circuit, ainsi que son meilleur coureur au classement individuel.
| Saison | Classement par équipes | Meilleur coureur au classement individuel |
| ------ | ---------------------- | ----------------------------------------- |
| 2005   | 9e                     | Thor Hushovd (34e)                        |
| 2006   | 11e                    | Thor Hushovd (11e)                        |
| 2007   | 15e                    | Thor Hushovd (31e)                        |
| 2008   | 6e                     | Mark Renshaw (33e)                        |

## Saisons précédentes
- Crédit agricole en 2005
- Crédit agricole en 2006
- Crédit agricole en 2007
- Crédit agricole en 2008